# Giordano Pontini
Giordano Pontini (Poreč, 11. studenoga 1887. – Trst, 14. svibnja 1951.), učitelj i zavičajni povjesničar, lokalni dužnosnik

## Životopis
Završio je Učiteljsku školu u Roveretu kraj Trenta. Radio je kao učitelj u Rovinju te još nekoliko manjih istarskih mjesta. U isto vrijeme bavio se zavičajnom poviješću.
U Vižinadi je uredio knjižnicu plemićke obitelji Fachinetti, a u Rovinju knjižnicu kanonika P. Stancovicha. Obnašao je dužnost načelnika Šmarja i Milja te bio prefektovim povjerenikom u Vižinadi. Prikupio je dosta građe o povijesti Milja i to je objavio u Archeografo Triestino. Objavio je više članaka u različitim novinama.